# Eimke
Eimke est une commune allemande de l'arrondissement d'Uelzen, Land de Basse-Saxe.

## Géographie
Eimke se situe dans la lande de Lunebourg. Le quartier principal est traversé par le Gerdau, celui de Dreilingen par le Häsebach.
La commune comprend les quartiers de Dreilingen, Ellerndorf, Eimke et Wichtenbeck.
|         | Wriedel  | Schwienau |
| Faßberg | Eimke    | Gerdau    |
|         | Unterlüß | Suderburg |

## Histoire
Eimke est mentionné pour la première fois en 1148. Cependant des fouilles archéologiques ont montré une présence de l'homme dès l'âge de la pierre.
L'église date probablement du XIVe siècle. Selon une légende, il s'agissait auparavant d'une chapelle dépendant de la paroisse d'Ebstorf, elle se construisit en une nuit et créa une nouvelle paroisse à Eimke.

## Source, notes et références
- (de) Cet article est partiellement ou en totalité issu de l’article de Wikipédia en allemand intitulé « Eimke » (voir la liste des auteurs).